# Wisconsins legislatur
Wisconsins legislatur (engelska: Wisconsin Legislature) är den lagstiftande församlingen som innehar den lagstiftande makten i den amerikanska delstaten Wisconsins styre.
Legislaturen är en tvåkammarförsamling som består av senaten och delstatsförsamlingen.

## Senaten
Wisconsins senat (engelska: Wisconsin Senate) består av 33 senatorer, valda i majoritetsval ifrån varsitt valdistrikt, som tjänstgör i 4-åriga mandatperioder. Det finns inga begränsningar i antalet möjliga omval.
I Wisconsins senat har, till skillnad från de flesta andra delstatssenater i USA, inte viceguvernören rollen som presiderande utan senaten väljer sin egen talman.

## Delstatsförsamlingen
Wisconsins delstatsförsamling (engelska: Wisconsin State Assembly) består av 99 ledamöter, valda i majoritetsval från varsitt valdistrikt med tvååriga mandatperioder. Liksom i senaten finns inga begränsningar för omval.

## Bildgalleri

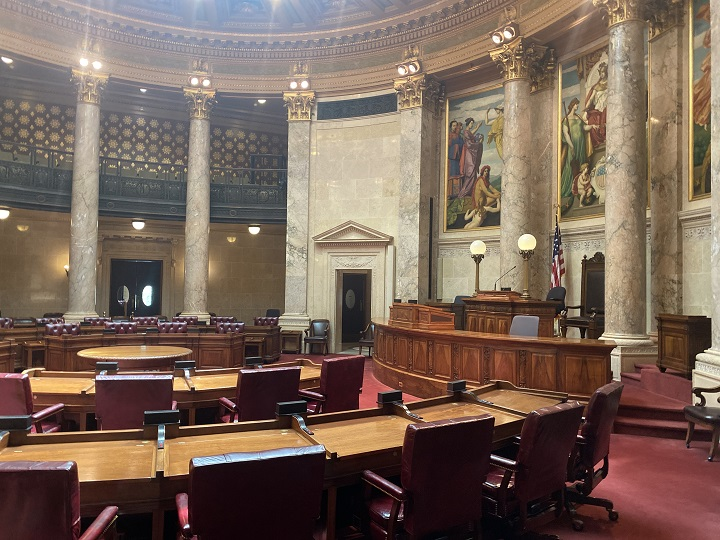
Senatens kammare
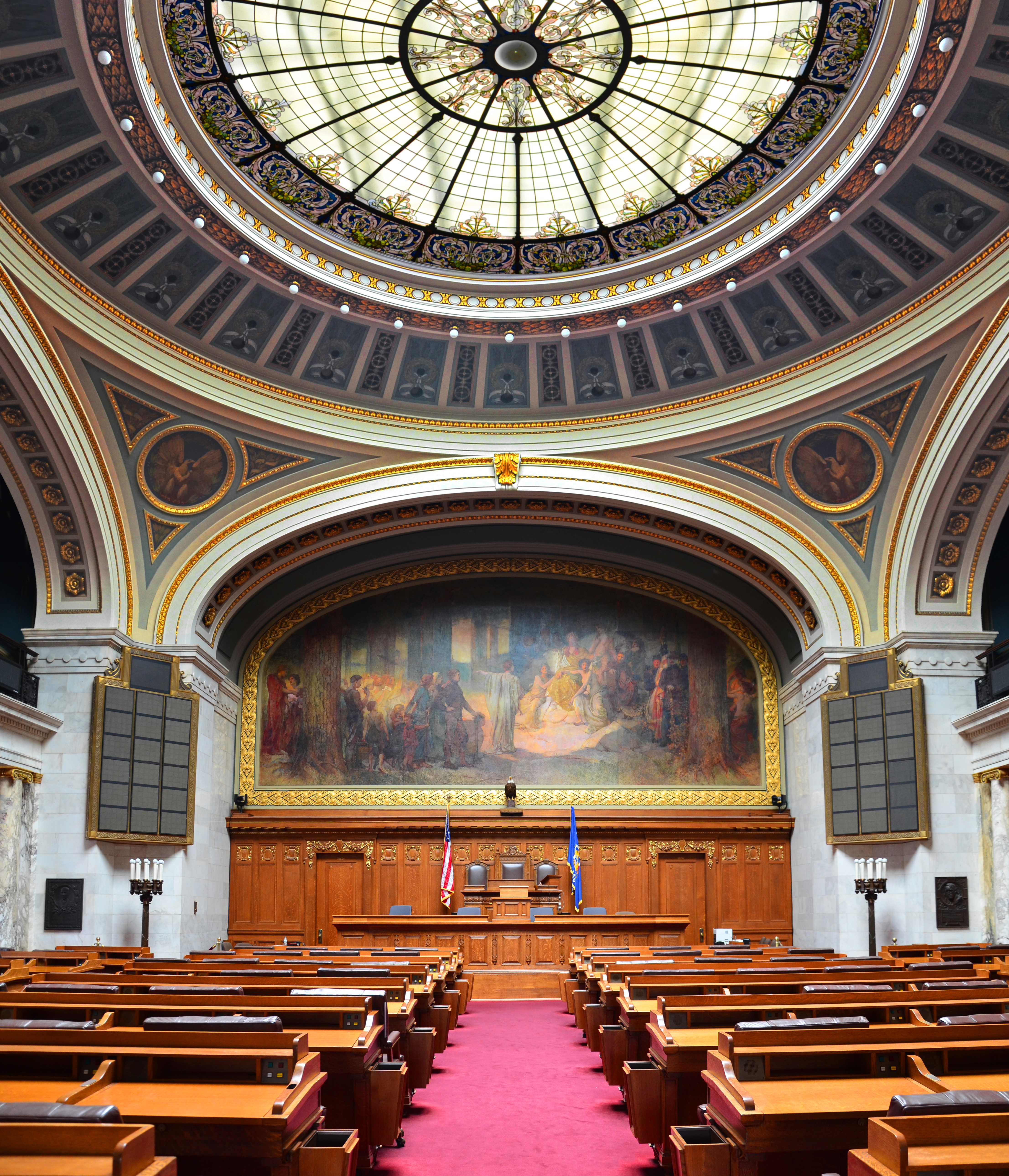
Delstatsförsamlingens kammare
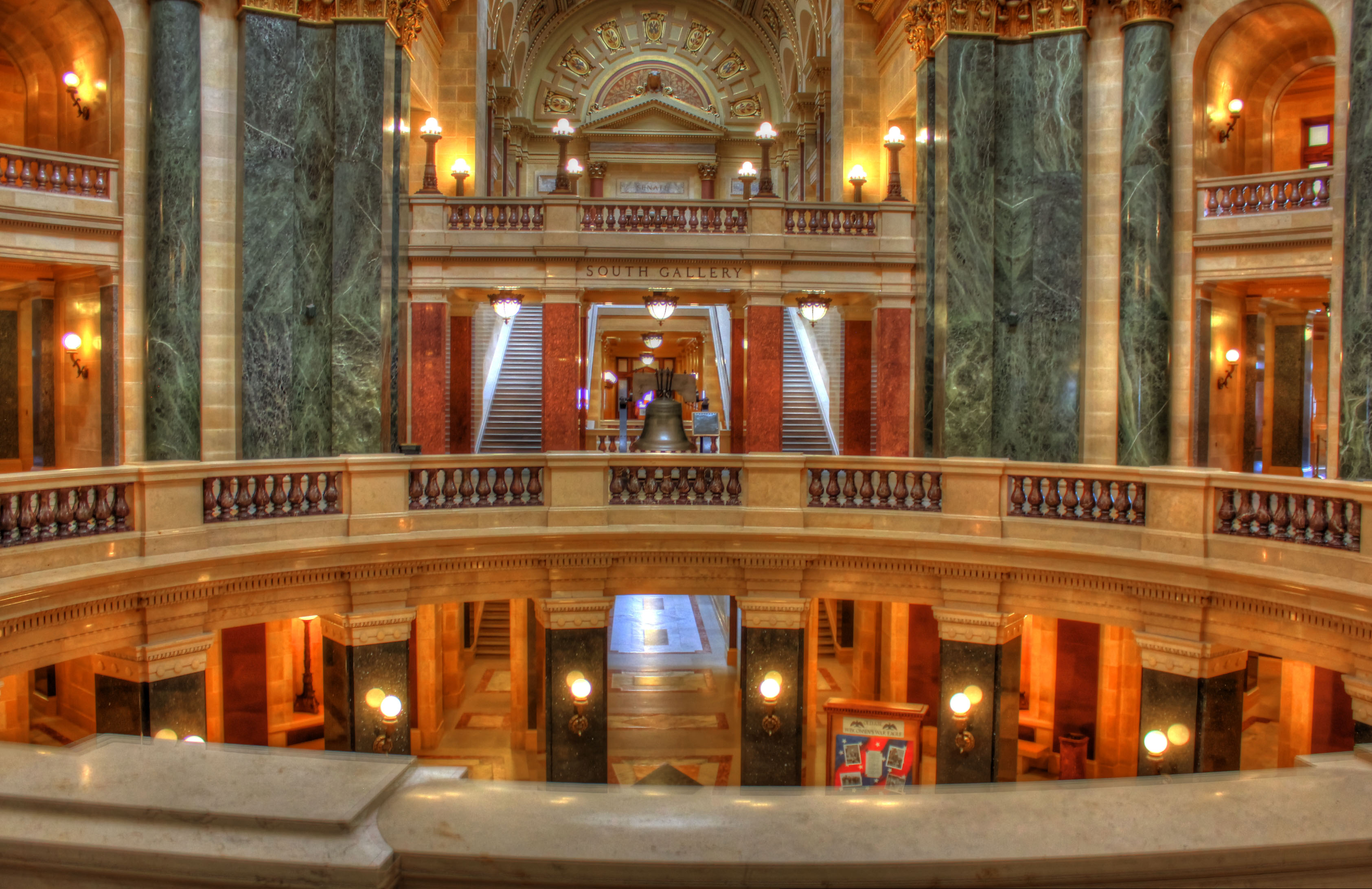
Rotundan i Wisconsin State Capitol